# آنبو ۸
آنبو ۸ (به انگلیسی: ANBO_VIII) یک هواگرد ملخ‌پیشین تک‌موتوره از نوع بمب‌افکن-هواپیمای تجسسی  ساخت شرکت Karo Aviacijos Tiekimo Skyrius است. هواگرد آنبو ۸ نخستین پروازش را در ۵ سپتامبر ۱۹۳۹ میلادی انجام داد. در مجموع، تعداد ۱ فروند از این هواگرد ساخته شده‌است.
طراح این هواگرد، Antanas Gustaitis بود.